# Кристианиум
Гимназия Кристианиум — в прошлом знаменитая «латинская школа» — гуманитарная гимназия Гамбурга. Основана в 1738 году датским королём Кристианом VI. Расположена в районе Отмаршен, в здании, построенном по проекту датского архитектора Арне Якобсена.

## История

### XVIII век

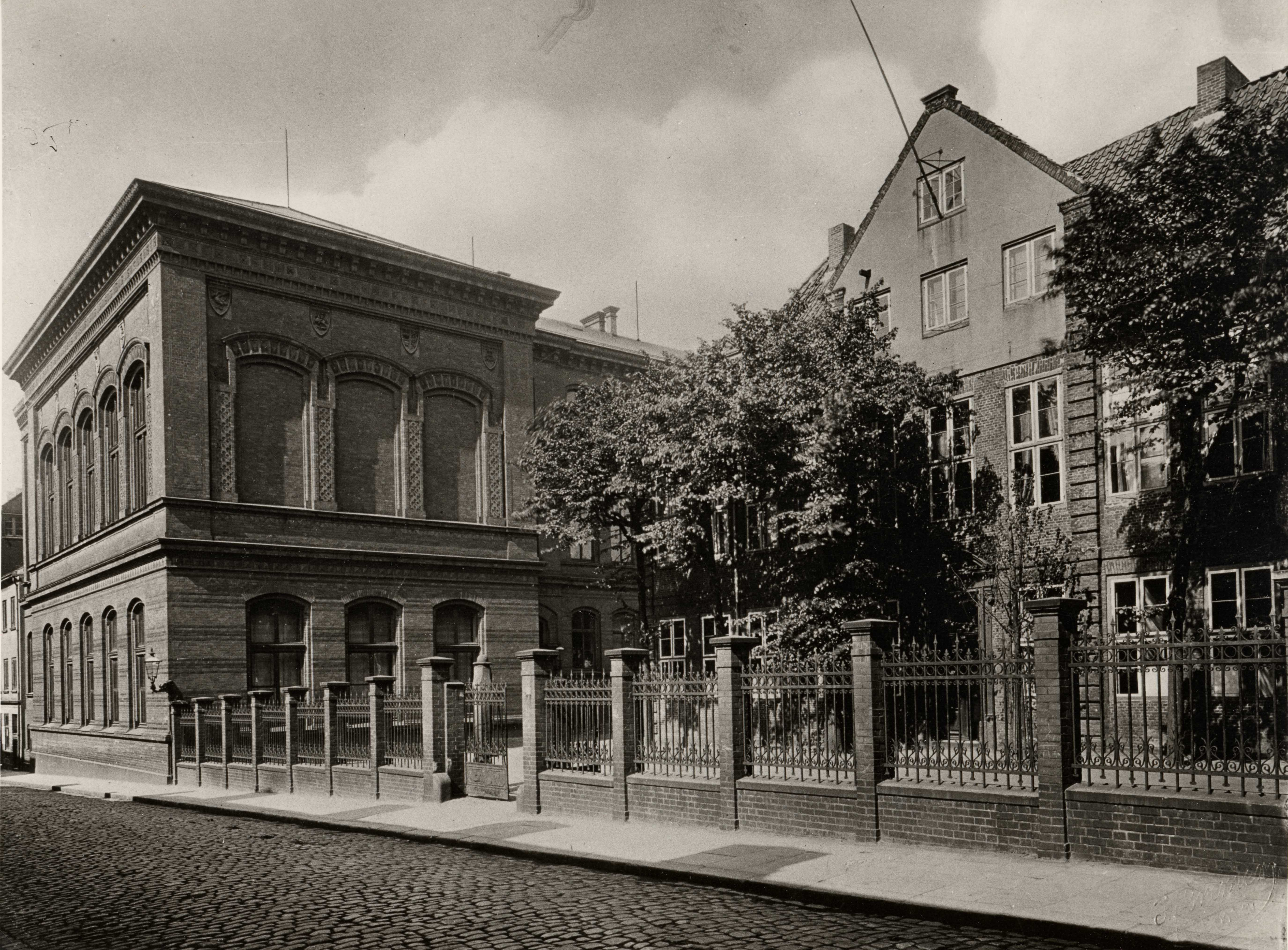
Старое здание школы, существовавшее до 1972

Первая латинская школа Альтоны была основана в 1688 году (по другим данным в 1683 году). Десятилетия спустя она приобрела статус гимназии, самой известной в герцогстве Гольштейн, и была заново открыта королём Кристианом VI. В 1971 школа переехала из Альтоны на её нынешнее место в районе Отмаршен. История Кристианиума отражает также историю Альтоны, Шлезвиг-Гольштейна и Дании.
В 1738 году первые восемь учеников были зачислены в школу. Двумя годами позднее новую школу посетил её основатель Кристиан VI. В последующие годы школа расширялась: в 1745 году она насчитывала уже 45 учеников, а ещё через 4 года был зачислен первый еврейский ученик. В период с 1738 по 1800 год школу посещали многие знаменитые интеллектуалы, такие как философ Соломон Маймон, поэт Иоганн Унцер или знаменитый датский художник Йес Бундсен.

### XIX век
В 1816 году датский король Фредерик VI подарил библиотеке гимназии ботанический атлас Флора Даника, который и в наши дни считается одним из самых ценных предметов библиотеки. 16 лет спустя в гимназию поступил Теодор Моммзен, возможно, самый известный ученик гимназии за всё время, получивший в 1902 году Нобелевскую премию по литературе. В 1853 году в гимназию поступил будущий философ Фридрих Паульсен.
В 1880 году Кристианиум был перестроен. В 1885 году 461 ученик посещал гимназию. В этом же году состоялась первая школьная поездка.

### XX век
В 1900 году в гимназию поступил Герман Вейль, впоследствии признанный одним из значимых математиков XX века.
36 учеников добровольцами участвовали в Первой мировой войне, а всего в ней участвовало 133 ученика школы. В 1917 году в школе училось 470 человек, тогда как в 1921 — всего 260.
В мае 1925 состоялась первая школьная поездка на остров Зильт.
С приходом к власти Адольфа Гитлера, многие учителя, не согласные с нацистской идеологией, были уволены. В 1934 году три четверти школьников состояли в Гитлерюгенде (членство не обязательно было добровольным).
По окончании Второй мировой войны, жертвой которой стали 192 человека из учителей и учеников гимназии, занятия в школе возобновились в 1945 году. Во время войны в результате бомбёжек значительно пострадала школьная библиотека.
В 1946 году школа насчитывала уже 792 ученика. В 1947 году возобновлены поездки на остров Зильт.
В 1950 году джаз становится популярным среди учеников.
В 1953 году — первая школьная поездка за границу, в Италию. А школьный журнал Увеличительное стекло получил приз как лучший школьный журнал Гамбурга.
В 1960 году основан школьный оркестр, существующий по сей день.
В 1964 году начался конкурс на создание нового здания гимназии. Победил проект датского архитектора Арне Якобсена.
В 1965 году в гимназии начала работать первая женщина-учитель.
Строительство нового здания гимназии началось в 1968 году. В этом же году в качестве школьного предмета добавлен русский язык.

## Наши дни

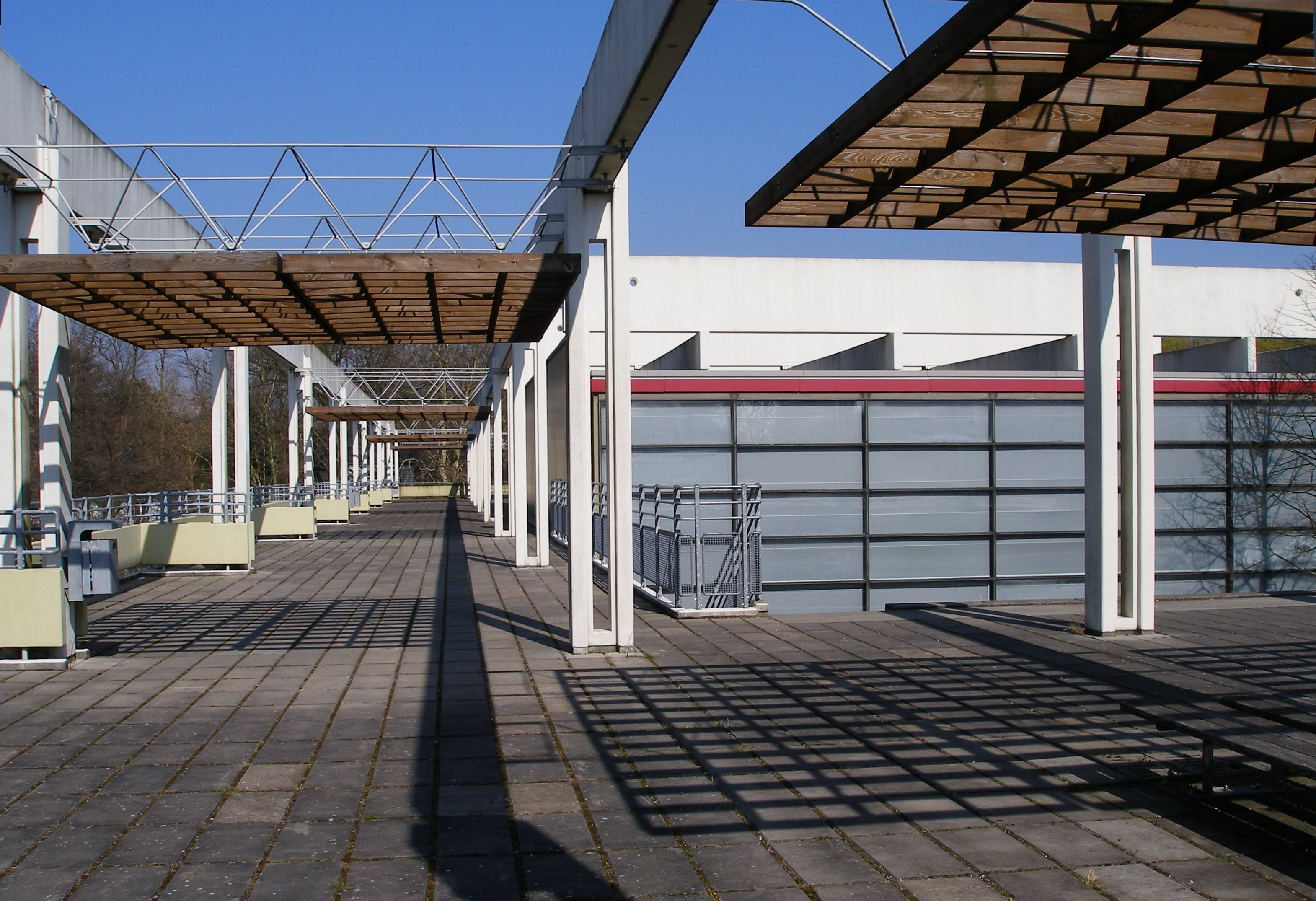
Новое здание, по проекту Арне Якобсена

В наши дни уроки латыни и английского языка обязательны для школьников пятого класса и старше. В девятом классе ученики могут выбрать древнегреческий или русский в качестве обязательного третьего языка. Помимо этого, можно дополнительно изучать французский, испанский и китайский языки. Кристианиум имеет свой хор, один из крупнейших школьных хоров Германии, а также духовой и симфонический оркестры. Гимназия участвует в программах обмена со школами Чикаго и Санкт-Петербурга. В среднем, набор в гимназию составляет больше ста человек в год, что делает её одной из самых больших школ Гамбурга.

## Известные выпускники
Выпускники гимназии Кристианиум
- Яков Струве (1755—1841), математик
- Я. Г. К. Адлер (1756—1834), востоковед
- Мартин Фридрих Арендт (1769—1823), археолог и ботаник
- Карл Яковлевич Струве (1785—1838), филолог
- Петер Беренс (1868—1940), архитектор и дизайнер
- Ганс Эренберг (1883—1958), философ и теолог
- Михаэль Франц, computer scientist
- Генрих Герстенберг (1737—1823), поэт
- Роберт Кольдевей (1855—1925), архитектор и археолог
- Соломон Маймон (1753—1800), философ
- Теодор Моммзен (1817—1903), историк, филолог, юрист и политик, лауреат Нобелевской премии по литературе
- Фридрих Паульсен (1846—1908), философ
- Соломон Штейнхейм (1789—1866), поэт и религиозный философ
- Герман Вейль (1885—1955), математик